# Clorură de alil
Clorura de alil este un compus organic cu formula chimică CH2=CHCH2Cl, fiind un derivat clorurat al propilenei. Este un lichid incolor și insolubil în apă dar solubil în solvenți organici comuni. Este utilizată pentru obținerea epiclorohidrinei și a materialelor plastice dar este și un agent alchilant.

## Obținere

### În laborator
Clorura de alil a fost obținută pentru prima dată în anul 1857 de către Auguste Cahours și August Hofmann în urma reacției dintre alcoolul alilic și triclorura de fosfor. Metodele moderne de sinteză au înlocuit utilizarea triclorurii de fosfor cu acid clorhidric și un catalizator, precum este clorura cuproasă.

### La nivel industrial
Clorura de alil este obținută la nivel industrial în urma reacției de  substituție alilica  a propilenei cu Cl2. La temperaturi mai mici, prdusul principal de reacție este 1,2-dicloropropanul, dar la temperatura de 500 °C, predomină formarea clorurii de alil, reacția decurgând printr-un mecanism radicalic:
{\displaystyle {\ce {CH3CH=CH2 + Cl2 -> ClCH2CH=CH2 + HCl}}}
S-a estimat că în anul 1997 aproximativ 800.000 de tone au fost produse prin această metodă.

## Proprietăți chimice
Mare parte din clorura de alil este convertită la epiclorohidrină. Alți derivați ai săi importanți din punct de vedere comercial sunt: alcool alilic, alilamină, izotiocianat de alil, și 1-bromo-3-cloropropan.
Ca agent alchilant, este utilizată în obținerea produselor farmaceutice și pesticidelor.

### Exemple de reacții
Un exemplu ilustrativ pentru reactivitatea clorurii de alil este reacția de obținere a cianurii de alil (CH2=CHCH2CN). De asemenea, fiind un derivat halogenat reactiv, clorura de alil suferă o reacție de cuplare formând dialilul sau 1,5-hexadiena:
{\displaystyle {\ce {2 ClCH2CH=CH2 + Mg -> (CH2)2(CH=CH2)2 + MgCl2}}}
Suferă și reacții de adiție oxidativă la paladiu metalic, dând un dimer denumit clorură de alil-paladiu: (C3H5)2Pd2Cl2. Prin dehidrohalogenare dă ciclopropenă.